# UFC 249
UFC 249 Ferguson vs. Gaethje (ursprungligen Khabib vs. Ferguson) var den fjärde MMA-galan i ordningen som suspenderades av UFC på grund av Coronaviruspandemin. Det var dock inte den sista galan att ställas in, då utlåtandet från UFC löd: 
"All future events are suspended. (Alla framtida galor är suspenderade)"
Det här var den gala av UFC:s redan planerade galor som Dana White kämpade längst med för att få till stånd trots rådande pandemi.

## Bakgrund
En mästerskapsmatch i lättvikt mellan regerande mästaren Khabib Nurmagomedov och utmanaren, före detta interimmästaren Tony Ferguson var planerad som huvudmatch. Detta var den femte gången de två planerats att mötas. De tidigare fyra försöken (TUF 22 finalen, UFC on Fox: Teixeira vs. Evans, UFC 209 och UFC 223) har samtliga ställts in. Det här, det femte, fick i sin tur ställas in på grund av coronapandemin och de därpå följande reserestriktionerna i Ryssland som låste fast Khabib hemma i Dagestan.
Måndag 6 april meddelade Dana White att Khabib ersatts av Justin Gaethje och matchen nu gällde interimbältet.

### Ändringar
En tungviktsmatch mellan Sjamil Abdurachimov och Ciryl Gane var planerad till galan, men 5 mars meddelades det att Gane tvingats dra sig ur efter att ha drabbats av lungkollaps på ett av sina träningspass.
MMAjunkie berättade 4 april att Lyman Good tvingats dra sig ur sin match mot Belal Muhammad på grund av en skada, men de visste däremot inget om en eventuell ersättare.
TSN-journalisten Aaron Bronsteter meddelade 6 april via twitter att Islam Machatjev inte kommer kunna vara med på kortet, men hans motståndare Alexander Hernandez fortfarande förväntas vara med på kortet men med en ny motståndare.
Tisdag 7 april meddelades det uppdaterade kortet och det löd som visas nedan.
Ett returmöte mellan Magomed Ankalaev och Ion Cuțelaba var planerad till denna gala efter att det tidigare mötet stoppades kontroversiellt efter bara 38 sekunder i den första ronden vid UFC Fight Night: Benavidez vs. Figueiredo 29 februari 2020. Men på det uppdaterade kortet som offentliggjordes 7 april fanns matchen inte längre med.
Rose Namajunas drog sig ur andra huvudmatchen mot Jéssica Andrade rapporterade ESPN 9 april 2020.
"We'll fight anyone. [...] We won't go back home without a fight" (Vi möter vem som helst. [...] Vi åker inte hem utan att ha gått en match)
 lät Andrades manager meddela då. De hade redan rest till USA för att undvika problem med flygrestriktioner och ville inte ha gjort resan och campet i onödan.
Namajunas manager lät senare meddela att Namajunas dragit sig ur matchen på grund av två dödsfall i familjen, båda coronavirusanknutna.

#### Coronavirusutbrottet
Galan var ursprungligen planerad att hållas i New York, men 12 mars lät guvernören Andrew Cuomo meddela att sportevenemang och andra sammankomster med fler än 500 deltagare förbjudits på grund av coronapandemin. Som ett svar på det skickade UFC:s president Dana White 16 mars ett brev till sina anställda där han meddelade dem att galan "fortfarande låg kvar som planerat, men att platsen kunde komma att ändras". Den 18 mars lät NYSAC (New York State Athletic Commission) meddela att galan inte skulle komma att sanktioneras i Brooklyn, New York. Ett par dagar senare, 23 mars, lät White meddela att han redan funnit en ny plats att hålla galan. Han berättade inte var, bara att den skulle komma att hållas inför tomma läktare.

#### Khabib fast i Ryssland
Den 30 mars sa Khabib själv på Instagram att han var fast i Dagestan och på grund av reserestriktioner inte skulle kunna åka till UFC 249. Men han sa även att UFC skulle fortsätta med galan oavsett om han kunde vara med på kortet eller inte.

#### Inställt
Efter påtryckningar från ESPN, Disney och Kaliforniens guvernör Gavin Newsom valde till slut UFC:s president Dana White 10 april 2020, bara åtta dagar innan den var tänkt att gå av stapeln, att officiellt ställa in galan.

## Nytt datum, nytt kort, ny plats
Den 24 april 2020 gick UFC ut med meddelandet att UFC 249 återigen var bokat. Nu med ett nytt datum, nytt kort och en ny plats.
"Vi är stolta över att härbärgera dessa UFC-galor som ett av många steg mot ekonomisk återhämtning" 
(As we move step-by-step on the path toward economic recovery, we are proud to host these UFC events) 
 Som en del av avtalet med Florida State Boxing Commission bestämdes det att UFC 249 och de två efterföljande galorna skulle sändas inför tomma läktare.

### Ändringar nya kortet
Jacaré Souza skulle ha mött Uriah Hall i en mellanviktsmatch. Båda atleterna vägde in, men efter invägningen testade Jacaré och två från hans hörna positivt för corona så matchen fick strykas även om galan i sig fortfarande kommer att gå av stapeln.

### Invägning
Vid invägningen UFC strömmade via Youtube vägde utövarna följande:
1. ↑  Matchen ströks då Jacaré testade positivt för corona.[29]
2. ↑  Stephen missade vikten och fick böta 30 % av sin purse.[31]

## Resultat
1. ↑  Titelmatch
2. ↑  Interimtitelmatch

## Bonusar
Följande MMA-utövare fick bonusar om 50 000 USD vardera:
- Fight of the Night: Tony Ferguson vs. Justin Gaethje
- Performance of the Night: Justin Gaethje och Francis Ngannou